# Kramatorsk
Kramatorsk (em ucraniano:  Краматорськ; em russo:  Краматорск) é uma cidade da Ucrânia, situada no Oblast de Donetsk. Tem 77,36 km² de área e sua população em 2020 foi estimada em 152.120 habitantes. Fundada em 1868, tornou-se um importante centro industrial, especialmente no setor de fabricação de máquinas.
Devido à invasão da Ucrânia pela Rússia, a população de Kramatorsk era de algo em torno de 147 145 habitantes em fevereiro de 2023.